# Revers (Buchhandel)
Ein Revers ist der schriftliche Vertrag zwischen dem Verlag, den Grossisten/Barsortimenten und dem Einzelhandel. Im Revers wird unter anderem die Einhaltung der Preisbindung von Büchern, Zeitschriften und Zeitungen unterzeichnet.

## Sammelrevers
Der Sammelrevers ist dabei ein Gesamtvertrag, der von Verlagen zur Verpflichtung auf die Buchpreisbindung unterzeichnet wird. Auf Seiten des Einzelhandels ist eine solche Verpflichtung nicht mehr zwingend notwendig, da die Preisbindung für Bücher durch gesetzliche Vorschriften entsteht.

## Einzelrevers
Mit Einzelreversen wurden früher Wiederverkäufer, die nicht dem Sammelrevers beigetreten waren, also z. B. branchenfremde Händler, auf die Einhaltung der Preisbindung einzelnen Verlagen gegenüber verpflichtet. Seit die Buchpreisbindung in Deutschland 2002 durch Gesetz geregelt wurde, haben Einzelreverse heute keine Bedeutung mehr.